# Trypeta apicefasciata
Trypeta apicefasciata är en tvåvingeart som beskrevs av Erich Martin Hering 1938. Trypeta apicefasciata ingår i släktet Trypeta och familjen borrflugor.
Artens utbredningsområde är Myanmar. Inga underarter finns listade i Catalogue of Life.